# Laccophilus gentilis
Laccophilus gentilis es una especie de escarabajo del género Laccophilus, familia Dytiscidae. Fue descrita científicamente por LeConte en 1863.
Esta especie se encuentra en América Central y del Norte.